# Klavírní koncert č. 1 (Beethoven)
Klavírní koncert č. 1 C dur op. 15 je raný koncert Ludwiga van Beethovena. Dílo je ještě složené v duchu vídeňského klasicismu, obsahuje už ale náznaky navazujícího Beethovenova stylu.

## Vznik
Koncert vznikl v roce 1795 a nebyl to první klavírní koncert, který Beethoven zkomponoval. Ještě z bonnského období, z roku 1784, pochází jeho nepublikovaný koncert Es Dur, WoO 4. Rovněž koncert č. 2 B dur op. 19 složil dříve, někdy mezi lety 1788–1797. V důsledku toho se také tento koncert, C dur, jeví jako větší a symfoničtější než tlumenější a podle číslování druhý klavírní koncert. Beethoven zde v obsazení orchestru použil prvně tympány, klarinety a trubky. Blízkost k jeho předchůdci a vzoru Wolfgangu Amadeu Mozartovi je v některých pasážích stále zřetelně slyšitelná, i když Beethoven zde už jednoznačně prosazuje svůj vlastní styl.

## Rozbor

### 1. věta: Allegro con brio
Úvodní část začíná orchestrální expozicí klavíru, která krátce nato pokračuje v tutti. Má charakter pochodu a je podporována tympány. V orchestru se objevuje i druhé, zpěvné téma, které zpočátku zní překvapivě v Es dur a poté moduluje do moll. Stejně pochodový epilog vede ke vstupu sólového nástroje. Klavír nyní vede vývoj tematického materiálu, aniž by ztrácel virtuozitu. Vývoj rychle přechází do mollové tóniny a různými způsoby rozvíjí obě témata. Orchestrální vyvrcholení nakonec vede k rozsáhlé a virtuózní sólové kadenci. V ní se projevuje Beethovenova již velmi rozvinutá a propracovaná klavírní technika, která přesahuje míru virtuozity, jaká se běžně vyskytuje například u Mozarta. První větu uzavírá krátký epilog.

### 2. věta: Largo
Largo As dur je jednou z prvních Beethovenových hudebních pasáží, vyjadřující intenzívní slavnostní náladu. Rozsáhlá věta má volnou písňovou formu. Lyrické téma je rychle převzato a rozvíjeno klavírem. Ten nyní hraje lyrické variace na dané vokální téma střídavě s orchestrem.

### 3. věta: Rondo, allegro scherzando
Třetí větu tvoří rondo tanečního, lidového charakteru. Sólový klavír začíná provedením hlavního tématu, které opakuje celý orchestr. Po něm následuje vedlejší téma, připomínající lidovou píseň. Celé rondo připomíná svým vtipným provedením závěrečné věty Josepha Haydna, ale obsahuje již ostřejší akcenty typické pro Beethovena. Coda obsahuje moment překvapení, který není u Beethovena neobvyklý. Skladba zdánlivě ve ztišeném klavíru končí, ale skutečný závěr provede až neočekávané forte celého orchestru.

## Recepce koncertu
Beethoven koncert provedl 2. dubna 1800 ve vídeňském Burgtheateru a sám hrál klavírní part. Podle jedné anekdoty hrál Beethoven koncert zpaměti v tónině Cis dur, protože si krátce před zahájením koncertu uvědomil, že klavír je naladěn o půltón níže. Nicméně poprvé ho zahrál již na podzim 1798 v sále Konviktu (dnes Bartolomějská 291/11) v Praze. Svědectví o tom zanechal ve svém životopisu Václav Jan Tomášek, který byl koncertu přítomen.
K definitivnímu přepisu sólového partu, který byl původně na mnoha místech improvizován, došlo až před jeho vydáním v roce 1801. O osm let později Beethoven zkomponoval tři kadence; klavírista si může vybrat, kterou z nich chce hrát. Kadenci k ní složil také klavírista Glenn Gould.
Klavírní koncert č. 1 je mezi klavíristy a dirigenty velmi oblíbený. Je svědectvím Beethovenovy rané tvůrčí a výrazové síly. Svou popularitou předčí 2. klavírní koncert a je považován za předchůdce pozdějších, větších a symfoničtějších koncertů. Beethoven dílo věnoval své žačce Babettě hraběnce von Keglevich de Buzin.